# Amana
Amana (Hebreeuws: אמנה, contract, verbond, overeenkomst) is een joods-zionistische nederzettingen-organisatie in Israël, die de huizenbouw en infrastructuur van de Israëlische nederzettingen op de Westelijke Jordaanoever van Palestina door middel van fondsen financiert om "de zionistische droom" te verwezenlijken. De projecten worden uitgevoerd door het aan Amana verbonden bedrijf Binyanei Bar Amana. 
Begin 1983 had de organisatie tien fulltime stafleden, vertegenwoordigers in de Verenigde Staten en Europa en een jaarlijks budget van rond $2 miljoen dollar.

## Geschiedenis
De beweging Amana is de voortzetting van de in 1976 gestichte religieus-zionistische Goesj Emoeniem-beweging, en is door Israël erkend als nederzettingen-beweging. Hoofd van deze beweging is Ze'ev Hever, die bevriend was met Ariel Sharon, toen deze premier was en later minister van Huisvesting werd. 
Amana bouwt huizen in illegale Israëlische nederzettingen en buitenposten (outposts} over de Groene Lijn op de bezette Palestijnse Westelijke Jordaanoever. In de meeste gevallen wordt daarbij land van Palestijnen onteigend op grond van vervalste documenten. Een groot deel van de fondsen ten behoeve van de nederzettingen wordt gestoken in de Jewish Agency for Israel. 
De organisatie  steunde het plan van Yigal Allon na de Zesdaagse Oorlog van 1967, waarin Israël onder meer aan Jordanië voorstelde om de Westelijke Jordaanoever tussen Jordanië en Israël te verdelen, wat Jordanië weigerde. Amana opereerde toen vóór de verkiezingen van 1977 -en sindsdien nog steeds- in nauwe samenwerking met de Likoed-regering om daar zoveel mogelijk Israëlische nederzettingen te stichten en zoveel mogelijk land in bezit te nemen, "facts on the ground". Amana, onder leiding van Hever, speelde een speciale belangrijke rol in de verkiezingen voor mei 1981, waarbij Sharon premier werd.
In november 2015 begon Amana met de bouw van het 'Amana-huis', het hoofdkantoor van Amana midden in de Palestijnse wijk Sheik Jarrah in Oost-Jeruzalem. Hiervoor werd land van een Palestijnse familie door de Israëlische Land Autoriteit (ILA) onteigend en bestemd voor de bouw van een nieuwe nederzetting. Een deel van deze nederzetting wordt gehuurd door de Israëlische gemeente Jeruzalem voor hetzelfde bedrag wat aan de staat Israël voor de gehele nederzetting wordt betaald.

## Geldbronnen
Amana heeft nauwe betrekkingen met religieuze politieke partijen in de Knesset, het Israëlische parlement, en heeft opvallend veel invloed. Hoewel al in oktober 2014 informatie over de organisatie was verschaft aan de registrerend ambtenaar van non-profitorganisaties bij het Israëlische Ministerie van Justitie, bleek in 2016 uit de Panama Papers dat de giften van een van de financiers, het ‘Fund for Nurturing the Zionist Idea’(FNZI), uit Panama afkomstig was. De bestuurder ervan was Ze'ev Hever, de secretaris-generaal van Amana. Van daaruit bleek een geldstroom naar rechtspolitieke bewegingen en andere organisaties onder leiding van Hever te gaan. Naar eigen zeggen verbrak Amana daarop  de banden met deze organisatie.
De Israëlische NGO Peace Now volgt nauwlettend de nederzettingenpolitiek van de Israëlische regering en brengt er rapporten over uit. Op grond van een petitie van Peace Now bij het Israëlische Hooggerechtshof ten aanzien van de illegaliteit van de bouw van nederzettingen op de Westelijke Jordaanoever willen de lokale besturen ervan goedkeuring van het Israëlische Hooggerechtshof om gedurende 2020 geld over te maken naar de organisatie Amana.